# Новорождествено
Новорождествено — деревня сельского поселения Волковское Рузского района Московской области. Численность постоянно проживающего населения — 2 человека на 2021 год ( один человек умер в 2018 ) , к деревне относится находящаяся за южной окраиной села Рождествено средняя школа. До 2006 года Новорождествено входило в состав Никольского сельского округа.
Деревня расположена на северо-востоке района, примерно в 30 километрах северо-восточнее Рузы, высота центра над уровнем моря 249 м.